# 科爾維爾
科爾維爾（Coalville）是英格蘭萊斯特郡的一個城鎮，位於西北萊斯特郡。2001年人口普查時，科爾維爾有人口4,494人。科爾維爾位於萊斯特和特倫特河畔伯頓之間。

## 历史
科尔维尔是工业革命时期依靠煤矿发展起来的，故名“Coalville”（字面意思即煤镇），是北莱斯特郡主要的煤矿开采地。但科尔维尔的书面历史纪录很少，直到1980年代才开始有记载。

## 友好城市
- 法國 伊泽尔河畔罗芒